# Mohn Basin
Il Mohn Basin (in lingua inglese: Bacino Mohn) è una vasta depressione della superficie antartica, situata in prossimità del bordo dell'Altopiano Antartico. Si estende in direzione sud per 200 km a partire dall'estremità occidentale del Quarles Range e include il l'area del nevaio adiacente alla testa dei ghiacciai Bowman, Devils, Amundsen e Scott,  nei Monti della Regina Maud, in Antartide.
Fu scoperto nel dicembre 1911 dal gruppo diretto verso il Polo Sud della spedizione antartica guidata dall'esploratore norvegese Roald Amundsen.
La denominazione fu assegnata dall'Advisory Committee on Antarctic Names (US-ACAN), in onore del meteorologo norvegese Henrik Mohn (1835-1916), autore del resoconto meteorologico della spedizione.